# Качкарский Мар (парк)
Экопарк «Качкарский Мар» — городской парк в Оренбурге. Расположен в районе поселка Ростоши и ограничен Загородным шоссе с другой стороны. Летом здесь проводятся соревнования по спортивному ориентированию, зимой — по лыжным гонкам. Преобладающими древесными породами являются сосна обыкновенная, ясень зелёный, незначительно представленными – вяз перистоветвистый, берёза повислая, клён ясенелистный и лиственница сибирская.

## География
Урочище «Качкарский Мар» расположено на территории города Оренбурга, ограниченной Загородным шоссе, Целинной улицей, улицей Костюкова, Газпромовской улицей в поселке Ростоши.

## Современное состояние
Год за годом территория парка сокращается. По одним данным сегодня весь мар занимает чуть более 600 гектаров земли, по другим – примерно 500, по третьим – менее 420 га. То есть, площадь Качкарского урочища укоротилась за последние десять лет на 150 гектаров.
В феврале 2018 года активисты регионального отделения Общероссийского народного фронта в Оренбургской области выступили с инициативой о расширении площади зеленого лесопаркового пояса вокруг областного центра и за развитие спортивно-рекреационной территории для занятий лыжным спортом в лесопарковом комплексе «Качкарский мар». Был организован "круглый стол", на котором обсуждались вопросы создания в городе Оренбурге "Зелёного щита" — зоны, которая будет находиться под особой защитой. В лесах на землях возле населённых пунктов запрещено вырубать деревья, разрабатывать месторождения природных ископаемых, размещать стихийные и специализированные свалки. Также на территории «Зелёного щита» запрещено капитальное строительство, если речь не идёт об объектах инфраструктуры учреждений здравоохранения, образования, туризма, рекреационной и физкультурно-оздоровительной деятельности. «Зелёный щит» Оренбурга должен вырасти в размерах, а окрестности горы Качкарка стать оборудованным спортивно-рекреационным комплексом, где можно отдыхать и тренироваться. За "круглым столом" было вынесено предложение включить «Качкарский Мар» в федеральную целевую программу «Развитие физической культуры и спорта в РФ на 2016—2020 годы».

## Экология
На территории парка "Качкарка" выявлены акты незаконной свалки мусора. В настоящее время (по состоянию на 2018 год) парк нуждается в очистке от несанкционированно размещённых отходов.

## История парка
Массовая посадка деревьев в урочище началась в 1952 году.

## Спортивно-культурные мероприятия
2 февраля 2018 на базе экопарка «Качкарский Мар» прошли соревнования по лыжным гонкам на призы Главы города Оренбурга. В этом году чемпионат собрал рекордное количество спортсменов – 221. Соревнования проходили среди мужчин и женщин разных возрастных категорий — от 10 до 60 лет. В соревнованиях принимали участие спортсмены из 8 муниципальных образований области: город Оренбург, Оренбургский район, Илекский район, Сакмарский район, Пономарёвский район, Новоорский район, пос. Новосергиевка, пос. Тюльган.

## События
- В январе 2016 на горе Качкарка была открыта новая лыжная трасса, соединяющаяся с поселком Ростоши. Новый лыжный участок оборудован дополнительным освещением, а также вдоль 4-километровой трассы на территории парка установлены уличные уборные, лавочки и столики. Всего было благоустроено 2 км экопарка[6].
- В феврале 2018 года в районе Качкарки на границе леса огородили территорию, на которую не выдавалось разрешение на застройку. На огороженной забором территории находился вагончик с охраной. В минприроды области рассказали, что эта территория предназначена для особо охраняемых объектов. По факту ограждения участка министерство направило запросы в природоохранную прокуратуру, в министерство лесного хозяйства и в администрацию Оренбурга. В городском департаменте градостроительства не подтвердили выдачу разрешения на капитальные работы[7].
- В августе-сентябре 2022 года в экопарке произошёл крупный природный пожар. Пожар начался 31 августа около 15:00[8]. Ему был присвоен третий ранг - самый высокий в условиях ландшафтного пожара. С возгоранием боролись 149 человек и 50 единиц техники, от МЧС 107 человек, 21 ед. техники, а также боевой расчет отдельного пожарного поста 73. Огонь был остановлен 1 сентября в 30 метрах от жилых домов в поселке Ростоши. 2 сентября в 08:02 пожар был полностью потушен. На месте пожара работали начальник Главного управления Александр Зенов, глава города Оренбурга Сергей Салмин, глава Северного округа Андрей Кембель, прокурор Ленинского района Александр Задорожнев, первый вице-губернатор Сергей Балыкин и начальник УМВД по Оренбургской области Алексей Кампф[9]. Площадь пожара была не менее 100 га[10].  Пожар на Качкарке. Оренбург 31.08.22

## Галерея
|  |  |  |  |  |